# Kungliga svenska skådeplatsen
Kungliga svenska skådeplatsen eller Svenska Komedien var en svensk teater verksam i Stora Bollhuset i Stockholm mellan 1737 och 1754. Det var Sveriges första nationalscen, och den första bekräftade svenskspråkiga yrkesteatern, med svenska aktörer, i Sverige. 

## Historia
Under det stora nordiska kriget hade alla teaterverksamhet upphört i Stockholm, då inget teatersällskap såvitt är känt hade varit verksamt i Sverige sedan 1706. Efter freden 1721 kunde återigen utländska teatersällskap uppträda i Stockholm, där ännu ingen inhemsk teaterverksamhet fanns, och ett intresse för teater gav upphov till flera svenskspråkiga amatörteatersällskap under 1720- och 30-talen. Bland dessa fanns Greve De la Gardie komedianter, en grupp adliga ungdomar som uppträdde för adeln. Amatörteatersällskapen skapade ett intresse för en inhemsk teater.
År 1737 hölls en svenskspråkig teaterföreställning, Tobiaspjäsen, som uppfördes på Fredrik I:s födelsedag av en grupp till namnet okända studenter. Föreställningen gjorde succé och väckte debatt om att grunda en inhemsk teater med svenska yrkesaktörer, som skulle tillfredsställa behovet av teater och samtidigt lösa problemet med dyra utländska teatersällskap. 
Ständerna godkände förslaget om upprättandet av en nationalscen i Stockholm, och samma år invigdes teatern Kungliga svenska skådeplatsen på Stora Bollhuset av den första pionjärtruppen av svenska yrkesaktörer, som kallade sig Svenska Komedien. Teatern invigdes med pjäsen Svenska Sprätthöken av Carl Gyllenborg, som brukar räknas som den första svenskspråkiga komedin.
Teatern var först statlig, men från 1740 och framåt drevs den av skådespelarna själva. Den var stängd åren 1738–39 och under landssorgen efter Ulrika Eleonora 1741–43.
Kungliga svenska skådeplatsen var Sveriges första nationalscen, och den första teater i Sverige där drama, opera och balett uppfördes offentligt av inhemska yrkesartister. Uppgifter om dess verksamhet är ofullständig, men det är dokumenterat att teatern inte endast uppförde drama, utan också opera, balett och annan form av underhållning. Under år 1738 framfördes till exempel pausvisor av en "ung gosse" med vacker röst, och en aktör utklädd till Pierrot dansade "en wig dans" mellan akterna: under pjäsen Drottning Disa uppfördes musik av en orkester på 25 personer, samt balettkomedin Le bourgeois gentillhomme av Molière med tolv stora baletter av 12 och 8 personer, och efter pjäsen Dårhuset år 1741 sjöng "vår lilla sångerska" en aria och en sex år gammal balettdansös dansade solo. 
Informationen om artisterna är ofta knapphändig, och många av skådespelarna, sångarna och framför allt dansarna är okända. 
Kungliga svenska skådeplatsen var ingen liten teater: i det dåtida fortfarande lilla Stockholm inrymde det 800 platser. En renovering gjordes av byggnaden 1723 och 1732. Det beskrivs då som en rektangel av tegel med ett valmat sadeltak med ena långsidan mot Slottsbacken. 
Salongen var halvelliptiskt formad med parterr, två rader och ett galleri ovanför. Parterren hade amfiteatraliskt ordnade sittplatser längst bak vilket kallades balkong, men de flesta var ståplatser. Raderna var indelade i loger med åtta platser, vilka sträckte sig ända in bakom rampen. Detta var vanligt på den tiden. Kungliga logen (från 1723 med egen ingång) låg vid norra sidans första rad. Scenen hade ett orkesterdike och låg vid den gavel som vette åt Storkyrkan. Det fanns annex längs utsidan av både norra och södra långväggen: omklädningsrum och trapphus låg i det norra annexet, magasin i det södra. Ovanpå låg en vind för maskineriet.

## Aktörer vid Kungliga svenska skådeplatsen
Aktörerna är ofullständigt kända, men utgjorde Sveriges såvitt känt första inhemska professionella scenartister. 
- Johan Bergholtz
- Christian Berner (1702–1773), dansare
- Johanna Catharina Enbeck
- Margareta Maria Fabritz (1716–1800)
- Nils Flodell, (1714–1759)
- Anna Maria Göttling
- Anders Hallberg (skådespelare)
- Kristian Knöppel (1717–1800)
- Elise Lillström (1717-1791)
- Peter Lindahl, (1712-1792) komiker och direktör
- Johan Ohl, (1704-1766), musikant och sångare
- Johan Palmberg (1713-1781)
- Petter Stenborg (1719-1781)
- Beata Sabina Straas (d. 1773)
- Brita Christina Schenbom